# أبراج مالوري
أبراج مالوري هي سلسلة من ست روايات لمؤلفة الإنجليزية إنيد بليتون. المسلسل مبني على مدرسة داخلية للبنات التحقت بها ابنة بليتون، مدرسة بنيندن، والتي نُقلت خلال الحرب العالمية الثانية إلى فندق بريستول في نيوكواي، كورنوال. يتبع المسلسل بطلة الرواية داريل ريفرز في مغامراتها وتجاربها في المدرسة الداخلية. اسم داريل ريفرز مستوحى من اسم زوج بليتون الثاني، كينيث داريل ووترز.
وفي عام 2009، أضيفت ستة كتب أخرى إلى السلسلة للمؤلفة باميلا كوكس. تجري الأحداث بعد أن تركت داريل المدرسة وركزت على أختها الصغرى فيليسيتي ريفرز.

## ملخص

### الفصل الدراسي الأول في أبراج مالوري
تبدأ داريل ريفرز عامها الأول في مالوري تاورز، وهي مدرسة داخلية على قمة منحدر تشبه القلعة في كورنوال. تلتقي بأليسيا ذات اللسان الحاد والصفيق، والعبقرية الموسيقية إيرين، وماري لو الخجولة. كانت فترة داريل الأولى مضطربة. أعصابها تسبب مشاكل وجهودها في لعب دور الأحمق تأتي بنتائج عكسية. فتاة جديدة أخرى هي جويندولين ماري لاسي، التي تبين أنها عبثية وعرضة للحقد والتنمر في بعض الأحيان. تركز قصص أبراج مالوري إلى حد كبير على القصص المتشابكة لداريل وجويندولين، جنبًا إلى جنب مع أليسيا جونز وسالي هوب وماري لو. ينتهي الكتاب الأول بعثور داريل على أفضل صديقة وهي سالي هوب.

### الفصل الثاني في أبراج مالوري
ينتقلن الفتيات إلى الفصل الثاني في أبراج مالوري، حيث وجد السيد باركر، وثلاث فتيات جدد. وفي فصل دراسي حافل بالأحداث، حيث يتم لعب حيل جديدة على المعلمين وتكتشف الفتيات أمرًا مزعجًا بوجود لص في وسطهن. من بين الوافدين الجدد، تسعد بليندا الفتيات الأخريات برسوماتها الكاريكاتورية المرسومة بشكل حاد، بينما تقلق إيلين بشأن موقعها في الرسمة وترهق نفسها. الفتاة الجديدة الثالثة هي دافني، فهي ليست كما تبدو للآخرين، فتشارك في عملية إنقاذ دراماتيكية على قمة الجرف في ليلة عاصفة.

### السنة الثالثة في أبراج مالوري
داريل وأصدقاؤها الآن في السنة الثالثة، ومع المزيد من الفتيات الجدد. حيث تطمح الفتاة الأمريكية زيريلدا إلى أن تصبح نجمة سينمائية، بينما ويلهيلمينا، المعروفة لدى الجميع باسم بيل، مهووسة بالخيول. ونلتقي أيضًا بمافيس، التي تتمتع بصوت غنائي جميل، فتخاطر به بحماقة عندما تحضر مسابقة محلية للمواهب وتجد نفسها عالقة ليلاً خارج المدرسة وسط عاصفة ممطرة. حيث تلعب داريل دورًا أصغر في هذه القصة، ويتمحور بشكل أساسي حول إدراجها في فريق لاكروس بالمدرسة.

### السنة الرابع افي أبراج مالوري
علاقات الأخوة هي موضوع الكتاب الرابع، مع وصول فيليسيتي، أخت داريل الصغرى، وابن عم أليسيا الأصغر، إلى أبراج مالوري، والتوأم كوني وروث باتن. يعمل الطلاب الكبار بجد من أجل امتحان الشهادة المدرسية الصعب، والذي تجده أليسيا التفكير به صعب بشكل غير متوقع عندما تستسلم. أما داريل فهي الفتاة الرئيسية في هذا الفصل، لكنها تضطر إلى الاستقالة إلى أن يتحسن مزاجها مرة أخرى. وفتاة مريضة جديدة، كلاريسا، تعطي جويندولين فكرة تجنب الاختبار من خلال التأثير على حالة القلب، ما يؤدي إلى مواجهة مريرة مع والدها المنزعج مما فعلت.

### السنة الخامس في أبراج مالوري
يُطلب في السنة الخامس إنتاج برنامج ترفيهي لعيد الميلاد في المدرسة، والذي قرر أنه يجب أن يكون التمثيل الإيمائي كسندريلا. داريل هي الكاتبة الرئيسية وتقوم إيرين بتأليف الموسيقى، بينما تتولى أليسيا وماري لو وبيل الأدوار الرئيسية. فتجد جوين نفسها برفقة الفتاة الجديدة مورين التي تشاركها العديد من سماتها العبثية والضحلة، مما يثير انزعاجها. ورئيسة الفرقة الخامسة هي مويرا القوية والمستبدة، مما يخلق الكثير من الاحتكاك بين الفتيات قبل حل الأمور ويتم تنظيم العرض. حيث تدرك داريل أن لديها موهبة في الكتابة وأن هذه الموهبة قد تكون حياتها المهنية في المستقبل.

### الفصل الدراسي الأخير في مالوري تاورز
وفي سنتها الأخيرة، أصبحت داريل الآن رئيسة المدرسة. وفي حوار صريح مع الآنسة جرايلينغ، اتفقتا على أن الفشل الحقيقي الوحيد في حياة داريل هو جويندولين، وتتعهد داريل ببذل ما في وسعها لمحاولة وضع جوين على مسار أكثر إيجابية قبل فوات الأوان. ولكن من المقدر أن تتعرض جوين لصدمة كبيرة تجبرها على إعادة تقييم مستقبلها والندم بشدة على بعض الكلمات القاسية التي وجهتها لوالدها. حيث تجد الفتاة الجديدة أماندا نفسها في خطر عندما تحاول السباحة في البحر خلف المياه الآمنة لمسبح المدرسة، في حين تهرب جو الثانية من المدرسة بعد سرقة المال من ماترون.

### كتب باميلا كوكس
السلسلة الثانية المكونة من ستة كتب تتبع فيليسيتي، أخت داريل الصغرى، من عامها الثالث حتى الفصل الدراسي الأخير. حيث انضمت دافي، شقيقة سالي الصغرى، إلى المدرسة في النهاية عندما كانت فيليسيتي وأصدقاؤها في الصف السادس. الكتاب الأخير من السلسلة الجديدة، وداعا أبراج مالوري، يشهد عودة الممثلين الأصليين، بما في ذلك داريل وسالي وأليسيا، من أجل لم شمل المدرسة، وإضافة جويندولين ماري لاسي إلى هيئة التدريس.

## الأصل والفكرة
انضمت جيليان، الابنة الكبرى لإينيد بليتون، إلى مدرسة بنيندن في خريف عام 1945. وقد انتقلت المدرسة من موقعها الأصلي في كينت أثناء الحرب العالمية الثانية إلى فندق بريستول في نيوكواي، كورنوال. وعلى الرغم من أن جيليان كانت في موقع مدرسة بينيندن في الكورنيش لمدة فصل دراسي واحد فقط قبل أن تعود إلى موقعها الأصلي في كينت، إلا أنه يُعتقد أن العديد من الميزات المحلية قد ألهمت في جوانب من قصص أبراج مالوري. حيث تشمل هذه الموقع الساحلي للمدرسة، وحمام السباحة الساحلي في دورست، وقلعة لولوورث، الموجودة أيضًا في دورست، والتي تعد تطابقًا وثيقًا جدًا مع وصف أبراج مالوري في الكتاب الأول وهي تقريبًا 15 ميلاً من سواناج التي يزورها بليتون سنويًا. حيث لاحظ المعلقون أيضًا أوجه التشابه بين الحياة المدرسية لجيليان، كما هو مسجل في مذكراتها، ومؤامرات كتب أيراج مالوري. بل يقترح أن قصص أبراج مالوري كانت وسيلة بليتون للتواصل مع ابنته وتقديم المشورة. حيث تشمل أوجه التشابه مزاج داريل واهتماماتها بمهنة التمثيل وهوسها بالخيول. كما هو الحال مع داريل في الكتب، حيث كان والد جيليان جراحًا أيضًا.
فالحادثة في الكتاب الأول التي تصور داريل وهي تدفع سالي يشبه إلى حد كبير حادثة وقعت بين جيليان وشقيقتها الصغرى إيموجين.  وجاء في المدخل في مذكراتها ما يلي:
'لقد أزعجتني إيمو وغضبت منها بشدة وأوقعتها أرضًا. ربما آذيت نفسها. في الحقيقة، أنا لا أعرف ماذا أفعل عندما أكون في حالة مزاجية. قد أقتلها بسهولة ذات يوم.'
وفي الحبكة في "السنة الثالثة" التي تقدم شخصية زيريلبا براس، التي تطمح إلى أن تصبح ممثلة، لها أيضًا نظير في مذكرات جيليان. حيث تقول مذكرة في الجزء الخلفي من مذكراتها لعام 1946:
في الرسالة التي كتبتها مامي، قالت إنها تعتقد أنني سأصبح ممثلة جيدة، وإذا أردت أن أصبح ممثلة، فإنها وأبي سيدعمانني. وقالت إنها سعيدة لأنني تمكنت من تحليل مشاعري. وقالت إن لدي مشاعر التعاطف الصحيحة تجاه الممثلة. لقد كانت لطيفة جدًا وأنا أحبها.‘

## مبنى المدرسة
في أول ظهور لها، وُصف المدرسة على النحو التالي:

رأت مبنىً كبيرًا مربع الشكل من الحجر الرمادي الناعم يقف عاليًا على تلة. كان التل في الواقع منحدرًا، حيث سقط بشكل حاد إلى البحر. في كل طرف من أطراف المبنى الكريم كانت هناك أبراج مستديرة. استطاعت داريل أن تلمح أبراجًا أخرى أيضًا، أربعة منها في المجمل. البرج الشمالي والجنوبي والشرقي والغربي.

حيث يعمل كل برج كمنزل ويوفر الإقامة لنحو 60 فتاة، بواقع عشر فتيات في كل مجموعة في السنة. كما وهناك مربية في كل برج وسيدة منزل مسؤولة بشكل عام. وتتكون الأبراج من أربعة طوابق، مع مطبخ وقاعة طعام وغرف مشتركة في الطابق الأرضي، وصالات نوم مشتركة في الطابقين الأول والثاني، وغرف للموظفين وللتخزين في الطابق العلوي.
حيث تشكل المدرسة مربعًا يتوسطه فناء. يبلغ ارتفاع جوانب المدرسة ثلاثة طوابق. واجهة المبنى، بين البرجين الشرقي والجنوبي، بها المدخل الرئيسي وصالة للألعاب الرياضية وقاعة التجميع والمختبرات وغرفة الفنون. تقع الفصول الدراسية بين البرجين الغربي والشمالي. أما بين البرجين الشمالي والشرقي توجد المصحة وغرف المديرة. حيث تقع غرف السيدة بين البرج الجنوبي والغربي.
وتحتوي المدرسة أيضًا على حديقة ورود واسطبلات وملاعب تنس وملاعب رياضية ومسبح طبيعي خارجي يقع على الساحل.

### مسلسل تلفزيوني
في عام 2019، تم الإعلان عن إنتاج نسخة تلفزيونية لقناة الأطفال البريطانية (CBBC)، بالتعاون مع قناة قناة العائلة الكندية. حيث تم تطويره بواسطة راشيل فلاورداي، التي عملت سابقًا في المسلسل التلفزيوني الأب براون وساشا هايلز. وقد تضمنت على وجه التحديد طاقمًا من أعضاء مجتمعات BAME وممثلين يعانون من تشوهات في الوجه. حيث تم عرضه لأول مرة في 23 من مارس 2020. ويحتوي الموسم الأول على 13 حلقة مدة كل منها نصف ساعة والذي يضمن العام الأول لداريل في أبراج مالوري.